# 楠根川
楠根川（くすねがわ）は、大阪府を流れる淀川水系の一級河川。

## 地理
八尾市八尾木付近に源を発し、八尾市内を南東から北西へと横切り、東大阪市若江南町で第二寝屋川に合流する。合流先の第二寝屋川は、かつては楠根川の流域であった。
なお、八尾木付近ではかつて「曙川」と称し、旧曙川村の名の由来とされている。

## 歴史

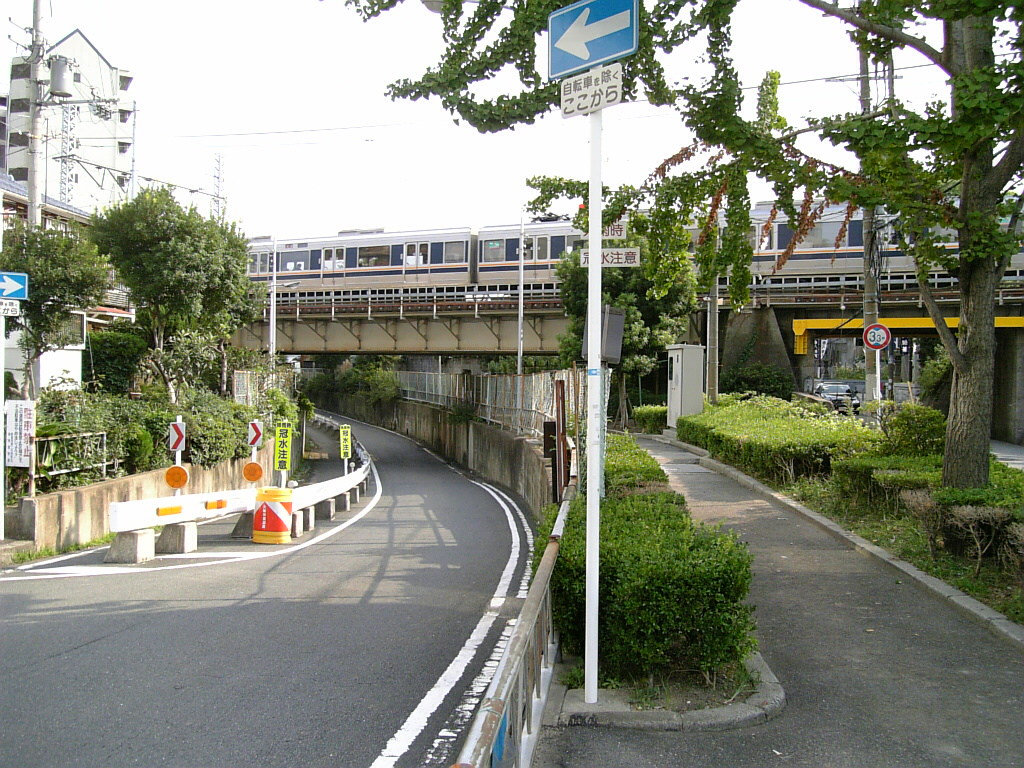
JR学研都市線 楠根川橋梁（大阪市城東区新喜多東・鴫野東地区）。 かつてここに楠根川が流れていた。現在は市道が通っている。

- 奈良時代
奈良時代、条里制で土地が区画されていた頃は、幅10メートル程度の小河川であった。とくに萱振村（現在の八尾市萱振町付近）以北は区画の境界に沿って東西・南北にジグザグに流れ、長田村（現在の東大阪市長田付近）で新開池に注いでいた。
- 1704年：大和川付け替え
宝永元年の大和川付け替え後は、流域はさらに北へと続くようになり、現在のJR放出駅付近からさらに大阪市城東区新喜多東地区を通り、鴫野駅北側の新喜多橋付近で寝屋川に注いでいた。
- 1969年（昭和44年）：第二寝屋川の開削
昭和30年代以降、寝屋川・恩智川の治水対策に平行して（近鉄大阪線との交差部以北で）楠根川も拡張・掘り下げが行なわれた。昭和40年代に第二寝屋川新水路が竣工してからは、東大阪市域以北が第二寝屋川に編入され、旧河川域は埋め立てられた。 旧河川跡は「楠根川緑地」として残っている。

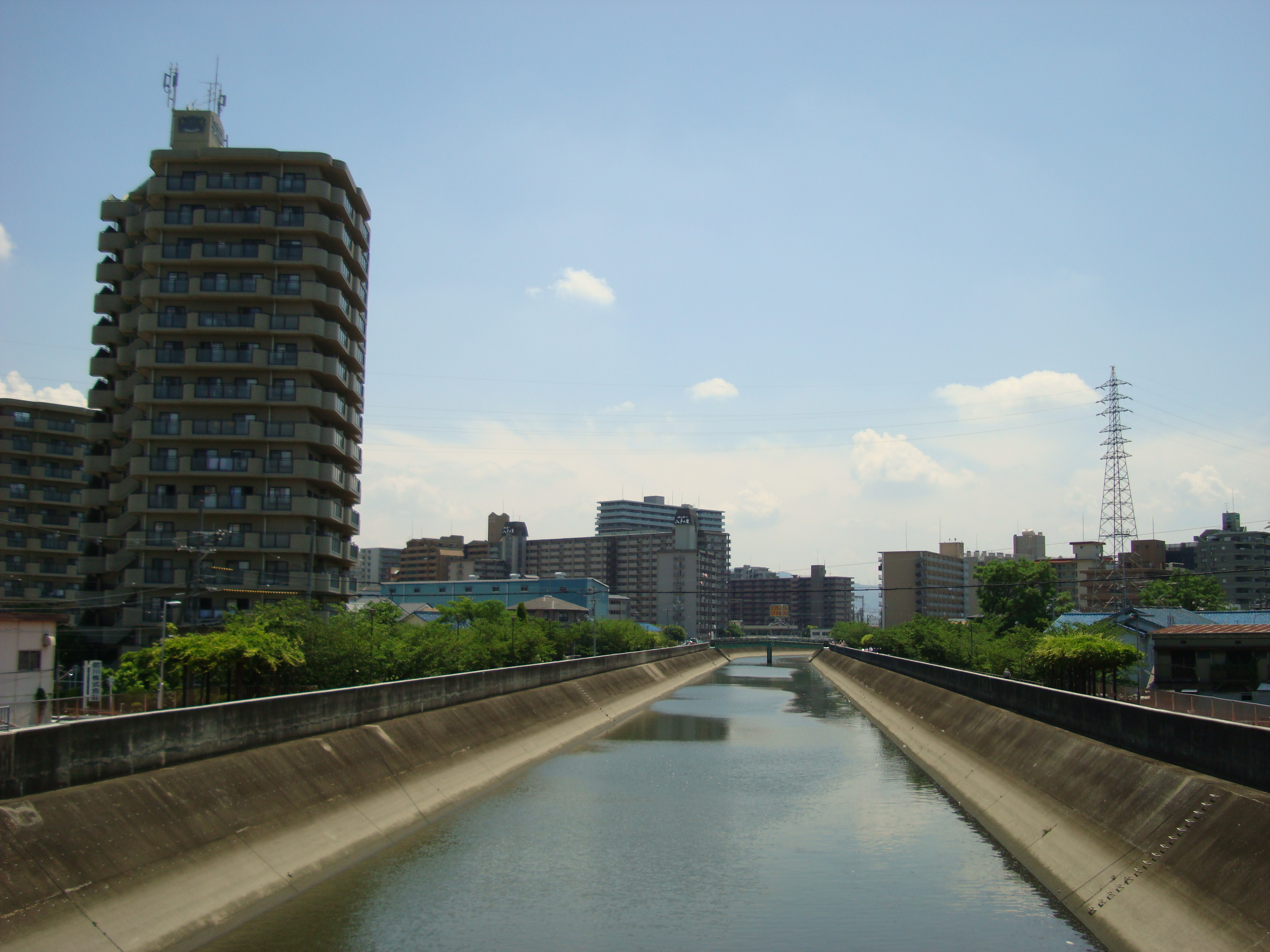
東大阪市御厨の第二寝屋川。向かって右側の西岸には楠根川緑地が隣接している。
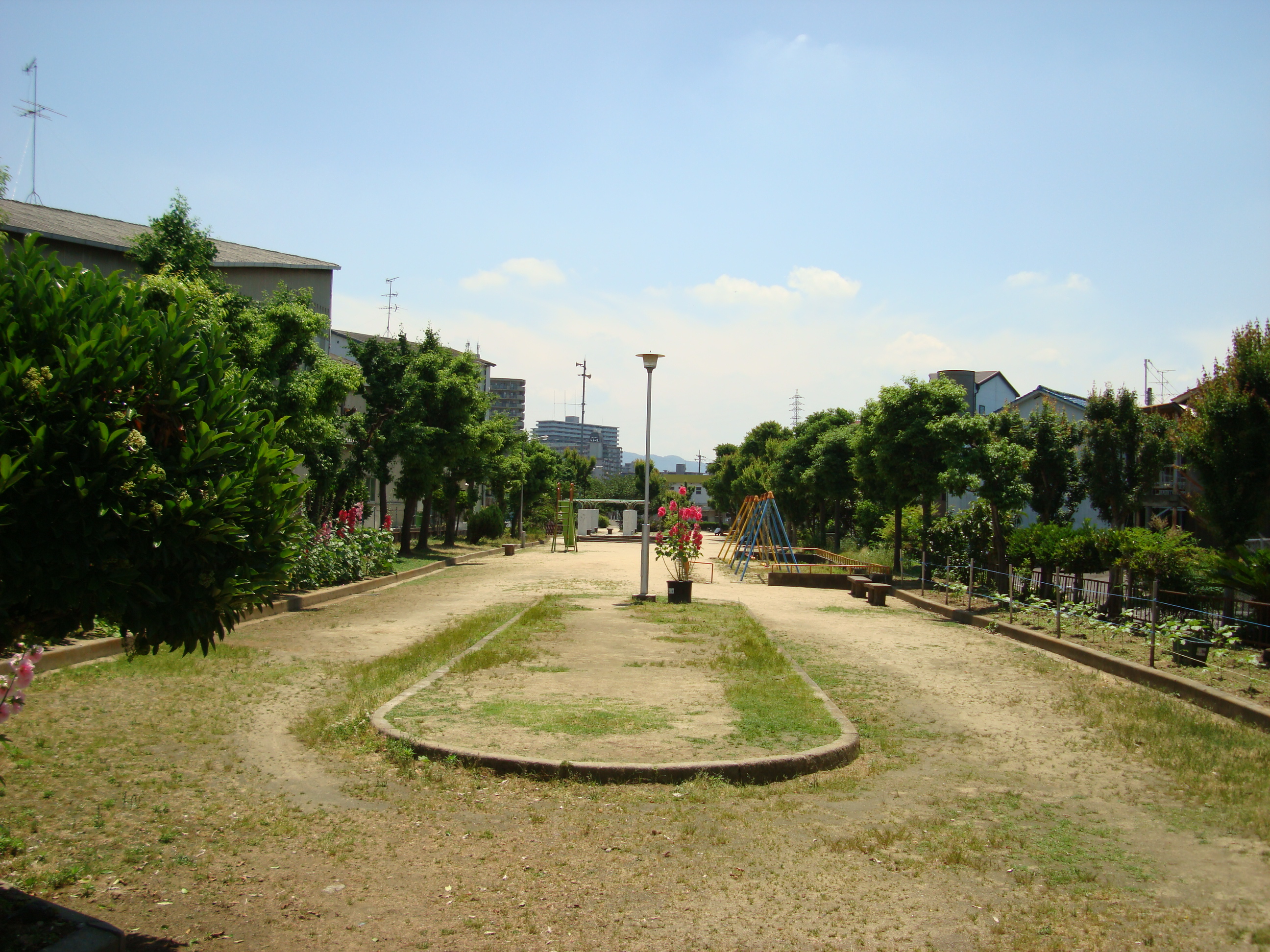
東大阪市御厨の楠根川緑地。第二寝屋川に隣接している。
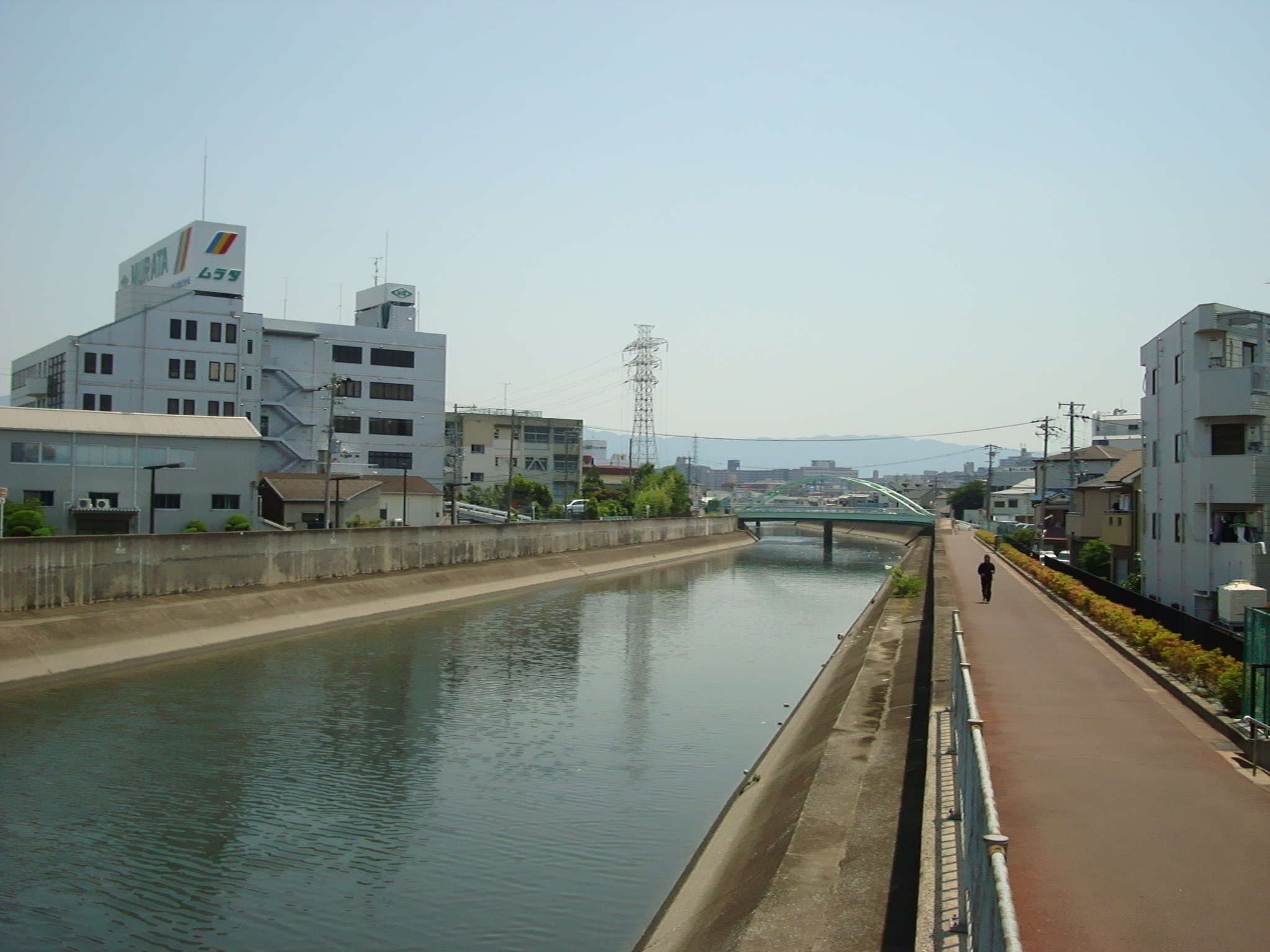
東大阪市藤戸新田の第二寝屋川。画像中央の村田精工の裏側に楠根川緑地がある。
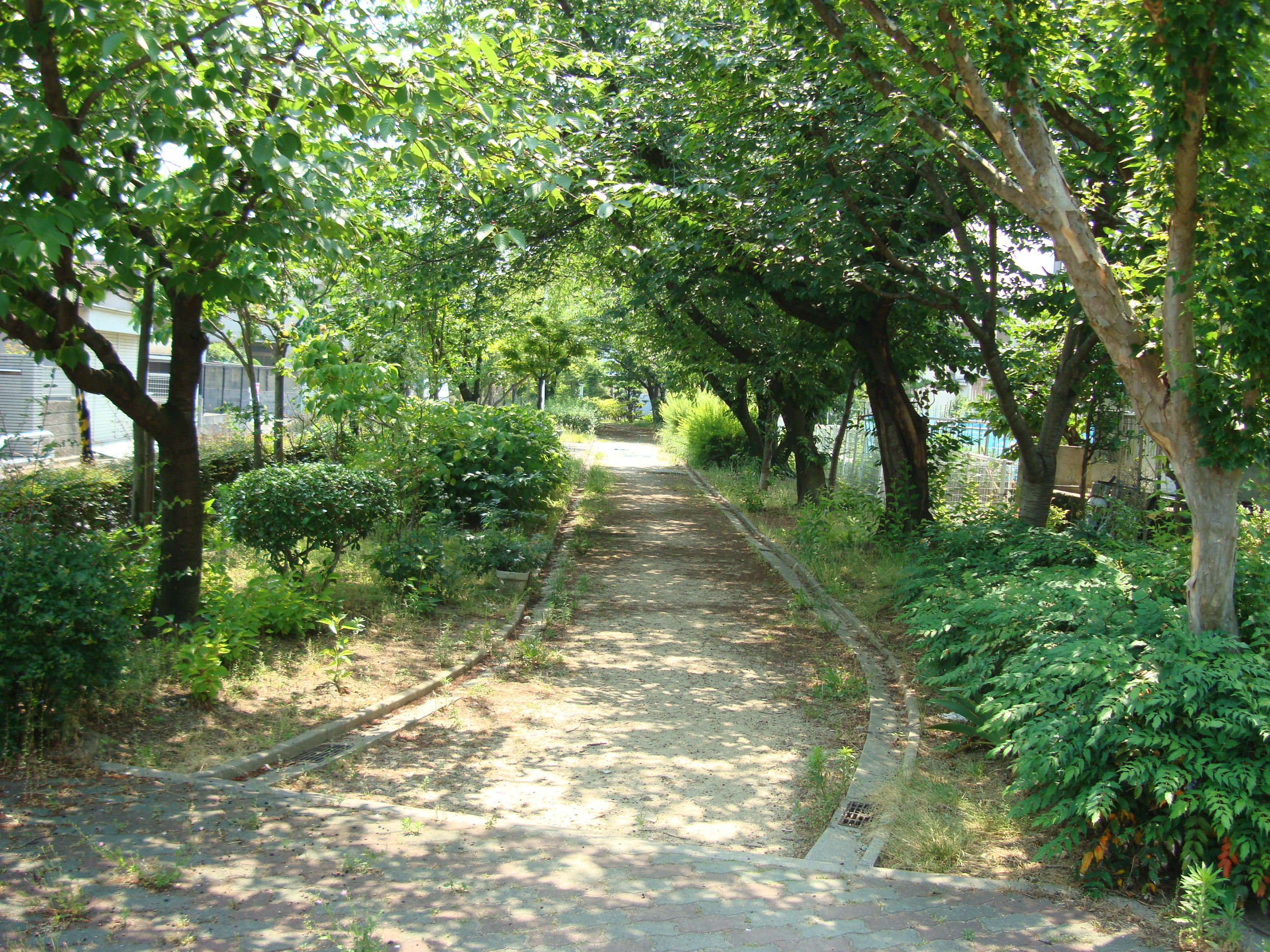
東大阪市藤戸新田の楠根川緑地。
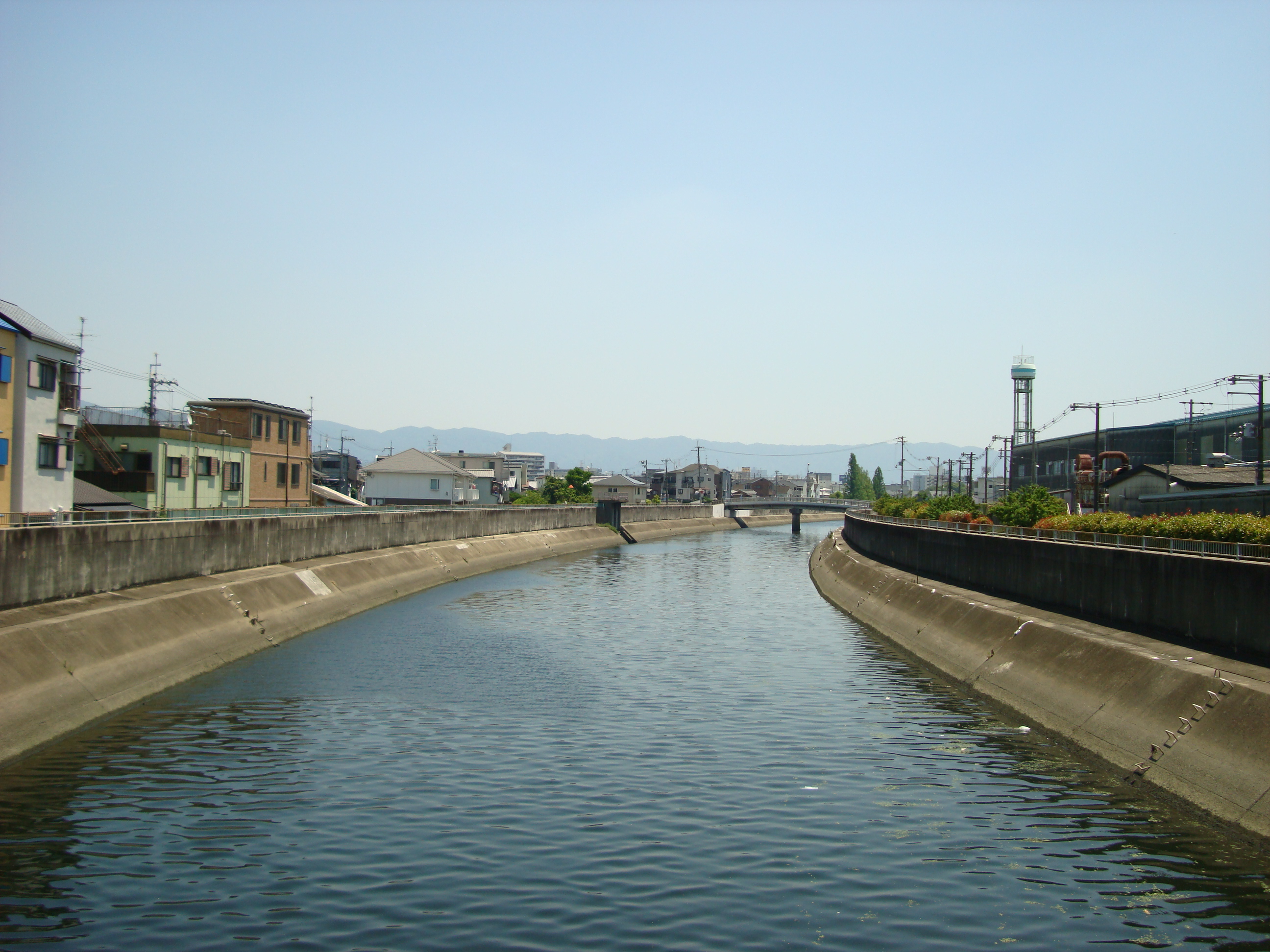
東大阪市稲田本町の第二寝屋川。向かって左側に楠根川緑地がある。
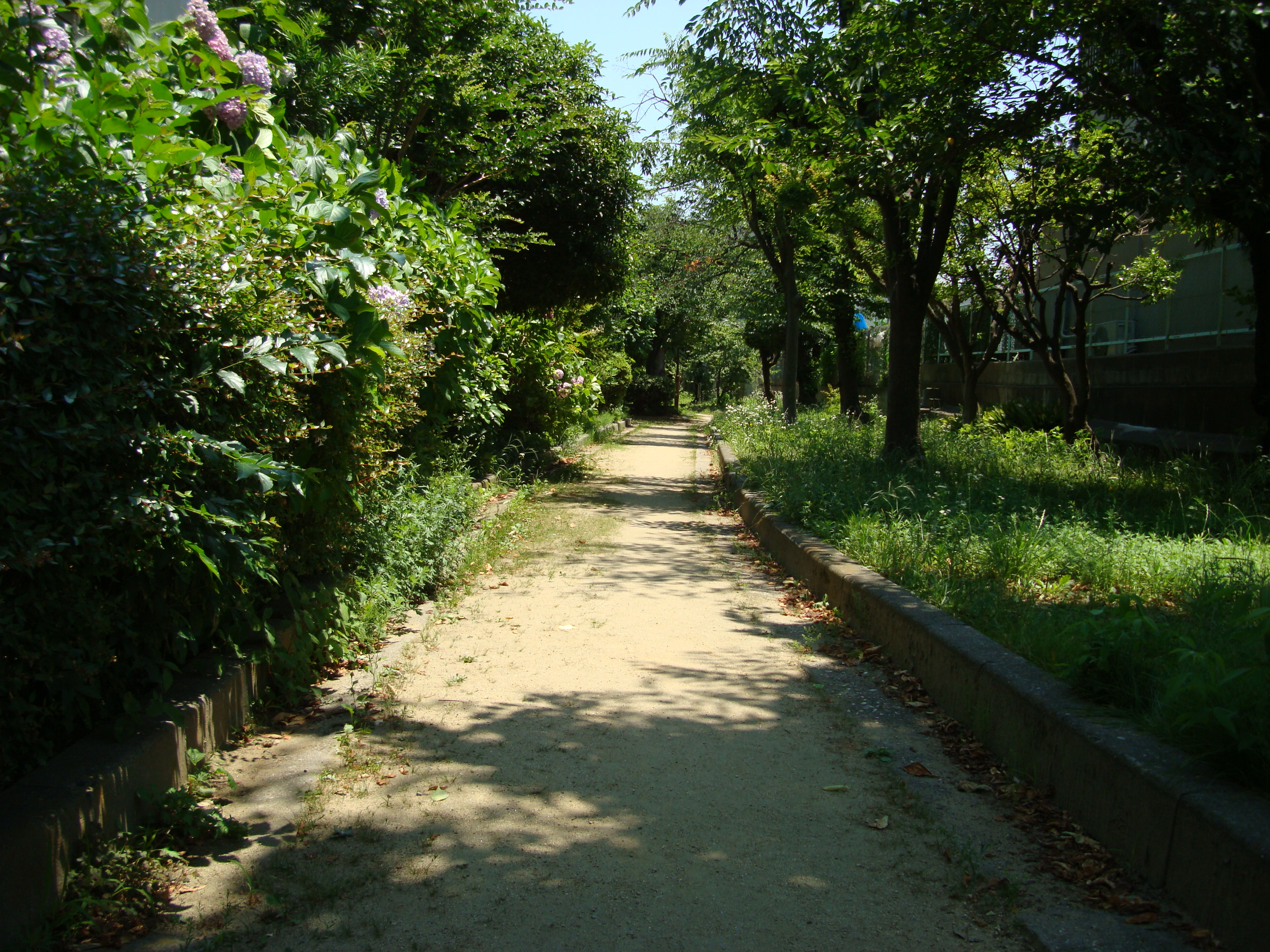
東大阪市稲田本町の楠根川緑地。

## 流域

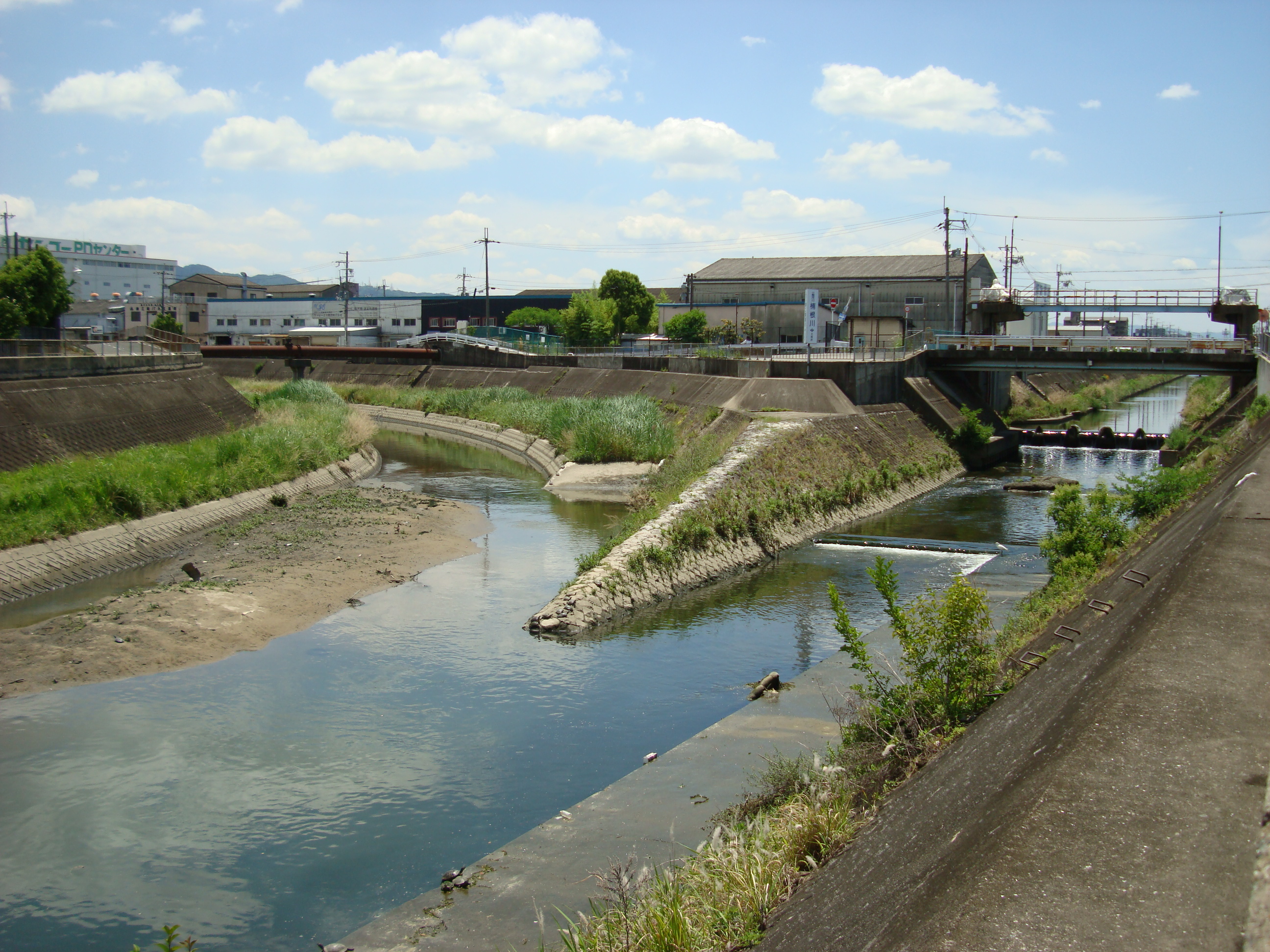
第二寝屋川と楠根川の合流地点。向かって右が楠根川、左が第二寝屋川。

現在の流域はほぼ八尾市内に限定される。一級河川の起点は八尾市八尾木地区（八尾市役所曙川出張所の北東付近）となっている。地図上の流域はさらに続いているが、住宅地や田畑の中を流れる用水路のようになっており、曙川小学校の南付近で東西に別れ、さらにさかのぼると、玉串川（八尾市曙川東地区）や長瀬川（八尾市天王寺屋地区）の農業用水取水口から取り込まれており、水源は農業用水路の余り水と見なせる。
八尾木地区から中田地区まではまっすぐ北上し、南小阪合町付近で少し西に向きを変える。近鉄大阪線のガード下を越えると川幅・深さが大きくなる。ここ以北は上記の治水工事で付け替え拡張された流域である。萱振町、楠根町内を通り、 八尾市域を出てすぐ、東大阪市若江南町5丁目で第二寝屋川に合流する。
近鉄大阪線のガード下以南は、平成に入るまで治水・護岸工事がされずに放置され、付近は市街地化から取り残されていたが、八尾市役所の建て替えに伴い、青山町3丁目に仮庁舎が建設されるため、アクセス道路の整備と平行して楠根川の付け替え・整備がようやくされた。新庁舎竣工後は仮庁舎跡地に「八尾市総合体育館」が建てられた。
なお、小阪合町内（府道大阪港八尾線と近鉄大阪線の間）は暗渠となっている。